# Bischofswaldung mit Stedtlinger Moor
Das Naturschutzgebiet Bischofswaldung mit Stedtlinger Moor liegt in der Gemeinde Rhönblick  im Landkreis Schmalkalden-Meiningen in Thüringen. Es erstreckt sich westlich von Stedtlingen und nördlich von Willmars, einer Gemeinde im unterfränkischen Landkreis Rhön-Grabfeld.
Am westlichen und südlichen Rand des Gebietes verläuft die Landesgrenze zu Bayern. Durch das Gebiet fließt die Sülze, am westlichen Rand fließen der Schmerbach und der Elmbach.

## Bedeutung
Das 519,6 ha große Gebiet mit der NSG-Nr. 255 wurde im Jahr 1990 unter Naturschutz gestellt. 